# إف في 101 سكوربيون
الإف في سكوربيون (بالإنجليزية: FV101 Scorpion)‏ مركبة استطلاع بريطانية، صُنعت من قبل شركة ألفيس فيكرز، دخلت الخدمة في الجيش البريطاني سنة 1973 وخرجت منه سنة 1994، أنتج من الدبابة 3,000 نسخة وقد عدت واحدة من أسرع الدبابات في العالم.
قصد في تصميم السكوربيون أن تكون عربة استطلاع خفيفة تنقل جواً وأن تكون في ذات الوقت سريعة الحركة وعليه فقد صنع درعها بشكل أساسي من الألمنيوم وزودت المركبة بمدفع L23A1 من عيار 76 ملم يطلق قذائف شديدة الانفجار وقذائف الخارقة للدرع لمدى يصل إلى 1600 متر إضافة إلى قنابل الدخان، يتكون طاقم السكوربيون من 3 أفراد وتصل سرعتها إلى 80 كم بالساعة.